# Ернст Алекс
Ернст Алекс (нім. Ernst Alex; 1 травня 1915, Зарфейсдорф — 25 жовтня 1965, Кассель) — німецький офіцер, обер-лейтенант вермахту. Кавалер Лицарського хреста Залізного хреста.

## Біографія
1 жовтня 1935 року поступив на службу в 6-й дивізіон 29-го артилерійського полку (Кассель).
З 10 травня 1941 року — командир взводу 243-го дивізіону САУ 49-го армійського корпусу.
З 27 червня 1942 року — командир 3-го батальйону САУ 99-го гірського полку.
З 8 лютого 1943 року — у резерві фюрера, проходив навчання на офіцера.
Незадовго до кінця війни Алекс втратив обидві ноги і був відправлений у відставку.

## Звання
- Єфрейтор
- Обер-єфрейтор
- Вахмістр (1 жовтня 1938)
- Обер-вахмістр (1 жовтня 1940)
- Лейтенант (1 червня 1943)
- Обер-лейтенант (1 квітня 1945)

## Нагороди
- Медаль «За вислугу років у Вермахті» 4-го класу (4 роки)
- Медаль «У пам'ять 1 жовтня 1938»
- Залізний хрест
  - 2-го класу (16 вересня 1939)
  - 1-го класу (2 липня 1941)
- Лицарський хрест Залізного хреста (1 серпня 1941)
- Нагрудний знак «За участь у загальних штурмових атаках» 1-го ступеня
- Нагрудний знак «За поранення» в золоті